# فازور (فیزیک)

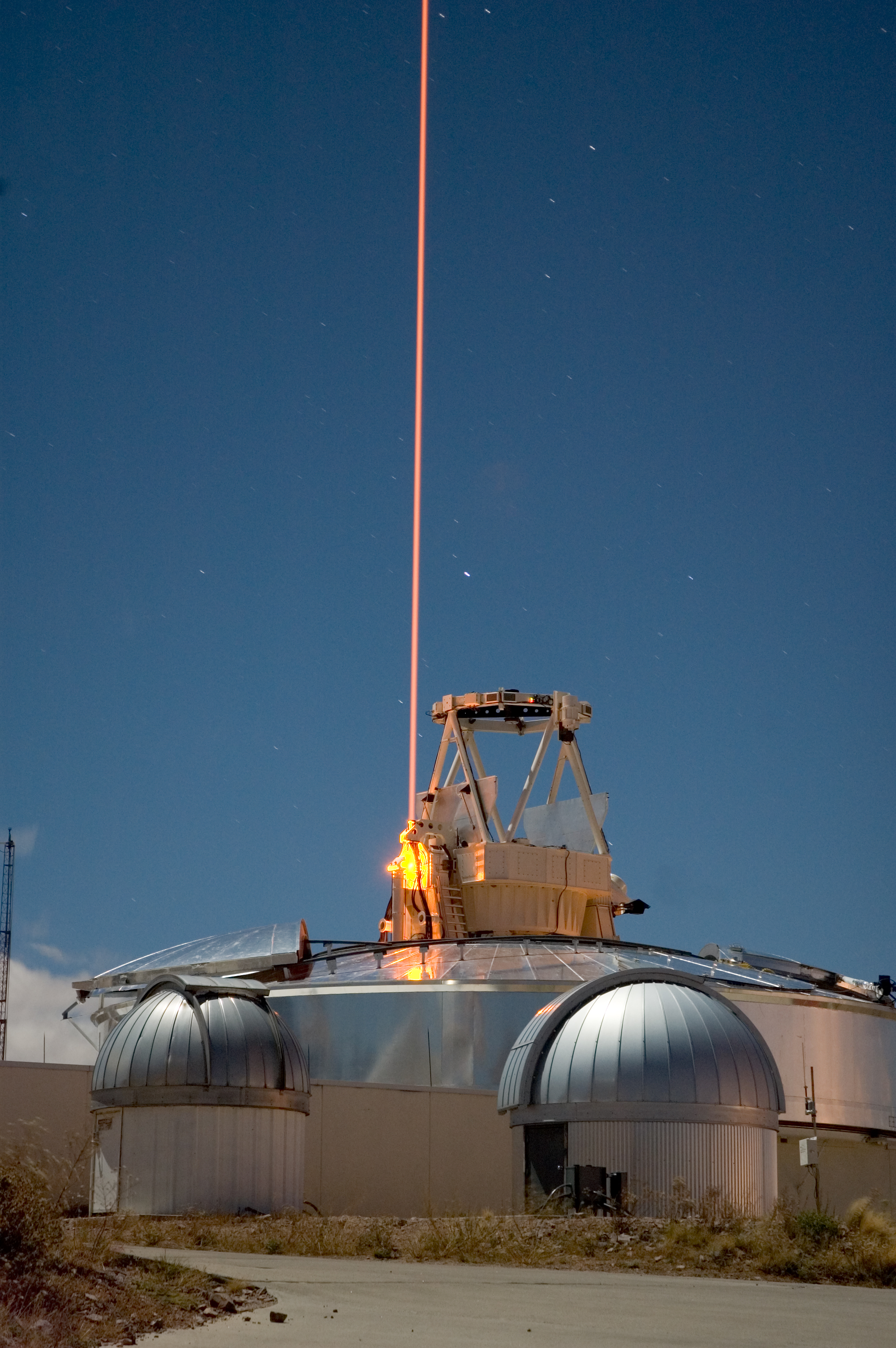
فازور ۵۰ وات که درستاره آتش محدوده نوری استفاده شده است.

در فیزیک,  فازور سرینام  یا مخفف Frequency Addition Source of Optical Radiation یامنبع افزایش فرکانس تابش نوری است. وسیله‌ای مشابه لیزر است که پرتوی منتشر شده در یک فرایند تولید مجموع فرکانس از دو منبع لیزر با طول موج متفاوت بدست می‌آید. فرکانس های منابع جمه می‌شوند. پس اگر طول موج‌های منابع {\displaystyle \lambda _{1}} and {\displaystyle \lambda _{2}} باشند، طول موج نهایی از رابطهٔ زیر بدست می‌آید:
{\displaystyle \lambda =\left({\frac {1}{\lambda _{1}}}+{\frac {1}{\lambda _{2}}}\right)^{-1}.}